# بيليساريو دومينغيز
بيليساريو دومينغيز هو طبيب وسياسي مكسيكي، ولد في 25 أبريل 1863 في Comitán ‏ في المكسيك، وتوفي في 7 أكتوبر 1913 في مدينة مكسيكو في المكسيك بسبب قتل عمد. انتخب عضو مجلس الشيوخ المكسيكي ‏.